# Pablo Mazza
Pablo Leonel Mazza (Pergamino, 21 december 1987) is een Argentijns-Italiaans voetballer die doorgaans speelt als vleugelspeler. In januari 2025 verliet hij Douglas Haig

## Clubcarrière
Mazza speelde vanaf 2004 in de jeugd van Juventud Pergamino. Drie jaar later verkaste hij naar de opleiding van River Plate. Hij speelde vooral bij de reserves, maar in 2009 raakte hij geblesseerd en brak hij zijn enkel. Hierdoor miste hij een half seizoen. In de zomer van 2009 werd Mazza verhuurd aan Juventud Pergamino, waar hij wedstrijdervaring op kon doen. Bij die club speelde hij twaalf competitiewedstrijden op het derde niveau, met daarin twee doelpunten. In de zomer van 2010 keerde hij terug bij River Plate, maar in twee jaar speelde hij niet voor het eerste elftal. In 2012 liet hij de club achter zich en tekende hij bij Douglas Haig. Op 12 augustus van dat jaar maakte Mazza zijn debuut voor zijn nieuwe club. Op die dag werd in eigen huis met 2–1 gewonnen van Patronato. De vleugelspeler speelde twee seizoenen voor Douglas Haig, waarvoor hij tot negentien doelpunten wist te komen. In de zomer van 2014 liep zijn verbintenis af en hierop tekende hij bij Asteras Tripolis in Griekenland. Hij zette zijn handtekening onder een vierjarige verbintenis. In zijn eerste seizoen in Griekenland speelde hij met Asteras in de UEFA Europa League. Ten koste van RoPS Rovaniemi, 1. FSV Mainz 05 en Maccabi Tel Aviv bereikte de club de groepsfase, waarin de club derde werd in de poule. Van de twaalf wedstrijden speelde Mazza in elf mee. Na drie seizoenen keerde hij terug naar Douglas Haig.

## Clubstatistieken
| Seizoen | Club               | Competitie         | Competitie | Competitie | Beker | Beker | Internationaal | Internationaal | Totaal | Totaal |
| Seizoen | Club               | Competitie         | Wed.       | Dlp.       | Wed.  | Dlp.  | Wed.           | Dlp.           | Wed.   | Dlp.   |
| ------- | ------------------ | ------------------ | ---------- | ---------- | ----- | ----- | -------------- | -------------- | ------ | ------ |
| 2009/10 | Juventud Pergamino | Torneo Argentino A | 12         | 2          | 0     | 0     | —              | —              | 12     | 2      |
| 2010/11 | River Plate        | Primera División   | 0          | 0          | 0     | 0     | 0              | 0              | 0      | 0      |
| 2011/12 | River Plate        | Primera División   | 0          | 0          | 0     | 0     | 0              | 0              | 0      | 0      |
| 2012/13 | Douglas Haig       | Primera B Nacional | 34         | 12         | 1     | 0     | —              | —              | 35     | 12     |
| 2013/14 | Douglas Haig       | Primera B Nacional | 39         | 7          | 0     | 0     | —              | —              | 39     | 7      |
| 2014/15 | Asteras Tripolis   | Super League       | 33         | 7          | 0     | 0     | 11             | 3              | 44     | 10     |
| 2015/16 | Asteras Tripolis   | Super League       | 25         | 1          | 4     | 1     | 5              | 1              | 28     | 3      |
| 2016/17 | Asteras Tripolis   | Super League       | 27         | 7          | 5     | 2     | 0              | 0              | 32     | 9      |
| 2017/18 | Asteras Tripolis   | Super League       | 3          | 1          | 0     | 0     | 0              | 0              | 3      | 1      |
| 2017/18 | Douglas Haig       | Torneo Argentino A | 11         | 3          | 1     | 0     | —              | —              | 12     | 3      |
| 2018/19 | Douglas Haig       | Torneo Argentino A | 20         | 2          | 4     | 1     | —              | —              | 24     | 3      |
| 2019/20 | Douglas Haig       | Torneo Argentino A | 27         | 9          | 3     | 0     | —              | —              | 30     | 9      |
| 2022    | Douglas Haig       | Torneo Argentino A | 30         | 4          | 0     | 0     | —              | —              | 30     | 4      |
| 2023    | Douglas Haig       | Torneo Argentino A | 33         | 6          | 0     | 0     | —              | —              | 6      | 0      |
| 2024    | Douglas Haig       | Torneo Argentino A | 20         | 1          | 0     | 0     | —              | —              | 20     | 1      |
| Totaal  | Totaal             | Totaal             | 314        | 62         | 18    | 4     | 16             | 4              | 348    | 70     |

Bijgewerkt op 6 februari 2025.